# Гримайлівський замок-палац
Гримайлівський замок-палац — втрачена оборонна споруда, пам'ятка архітектури місцевого значення. Розташований у смт Гримайлів Тернопільської области.

## Історія
Мурований замок із 4-ма наріжними вежами, який збудували Лудзіцькі на поч. XVII ст. на підвищеному березі р. Гнила.
У часи національно-визвольної війни українського народу, а згодом — польсько-турецьких воєн неодноразово зазнавав руйнувань. Пізніше — відбудований та утримувався в належному стані до XIX ст. як резиденція його власників: Сенявських, Любомирських, Жевуських.
Близько 1840 року власник Антим Нікорович перебудував замок на палац. Його прикрашали вишукані меблі, зберігалася колекція портретів, картин, велика бібліотека й архів. За описом Івана Крип'якевича 1931 року, «замок мав вигляд великого будинку, збудованого в квадрат з чотирма баштами по рогах. При перебудові було знесено три крила і дві баніти, залишилося лише південне крило у вигляді прямокутника, висотою у три поверхи, з останніми двома баштами по боках і фронтоном до півночі».
Перед Другою світовою війною війною останні власники Гримайлова Пінінські приділяли багато уваги утриманню палацу, однак у роки війни був зруйнований, а після війни його майже повністю розібрали радянські солдати, використавши камінь на будівництво дороги.